# Ляпунов Олександр Михайлович
Олекса́ндр Миха́йлович Ляпуно́в (рос. Александр Михайлович Ляпунов, *25 травня (6 червня) 1857 — † 3 листопада 1918) — російський математик і механік, академік Петербурзької Академії наук (1901 рік), іноземний член-кореспондент Паризької Академії наук (1916 рік), член Римської академії наук, почесний член Петербурзького, Харківського і Казанського університетів, Харківського математичного товариства. Учень П. Л. Чебишова.

## Біографія
Народився в сім'ї викладача, директора обсерваторії Казанського університету М. В. Ляпунова (1820—1868). 1868 року, після смерті батька, Ляпунов разом з двома братами (майбутні композитор Сергій і лінгвіст Борис) і матір'ю Софією Олександрівною переїхав до Нижнього Новгорода. Закінчив із золотою медаллю Нижньогородську гімназію (1876), фізико-математичний факультет Петербурзького університету (1880), залишився працювати в університеті. 
У 1885–1902 роках працював в Харківському університеті, з — 1902 в Петербурзькому університеті. Приват-доцент (1885), профессор (1893) Харківського, Петербурзького, Новоросійського університетів (сьогодні – Одеський національний університет імені І. І. Мечникова). Отримав ступінь магістра (дисертація: «Об устойчивости элипсоидальных форм равновесия вращающейся жидкости», 1884), вчене звання доктора математичних наук (дисертація: «Общая задача об устойчивости движения», 1892). Голова Харківського математичного товариства (1899–1902).
При спробі самогубства завдав собі вогнепального поранення 31 жовтня 1918 року у Одесі. Помер, не приходячи до тями 3 листопада, похований на одеському цвинтарі.

## Науковий доробок
Основні праці Ляпунова присвячені небесній механіці, математичній фізиці, теорії ймовірностей, теорії стійкості.
Вивчав фігури рівноваги однорідної і слабко неоднорідної рідини в обертанні, частинки якої притягуються за Ньютонівським законом всесвітнього тяжіння, довів нестійкість грушоподібних фігур рівноваги (всупереч твердженню Дж. А. Пуанкаре і Дж. Дарвіна), створив сучасну теорію стійкості руху механічних систем, визначених скінченою кількістю параметрів. У математичній фізиці Ляпунов розв'язав питання про існування періодичних розв'язків нелінійних диференційних рівнянь певного типу, дослідив поведінку інтегральних кривих рівнянь руху біля положення рівноваги. В теорії ймовірностей довів центральну граничну теорему, запропонував метод «характеристичних» функцій. У галузі математичної фізики дослідив проблему потенціалу подвійного шару, довів симетрію функції Гріна для задачі Діріхле.

## Праці
- Общая задача объ устойчивости движенiя. Разсужденiе А.Ляпунова. Изданiе Харьковскаго Математическаго Общества. Харьковъ. Типографiя Зильберберга. 1892.
- Ляпунов А. М. Собрание сочинений. М.; Л.: Изд-во АН СССР, 1954—1959
- Т.1. М.,1954. — 446 с.
- Т.2. М.; Л.,1956. — 472 с.
- Т.3. М., 1959. — 374 с.

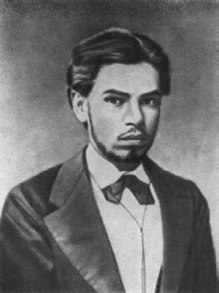
Олександр Ляпунов у 1876
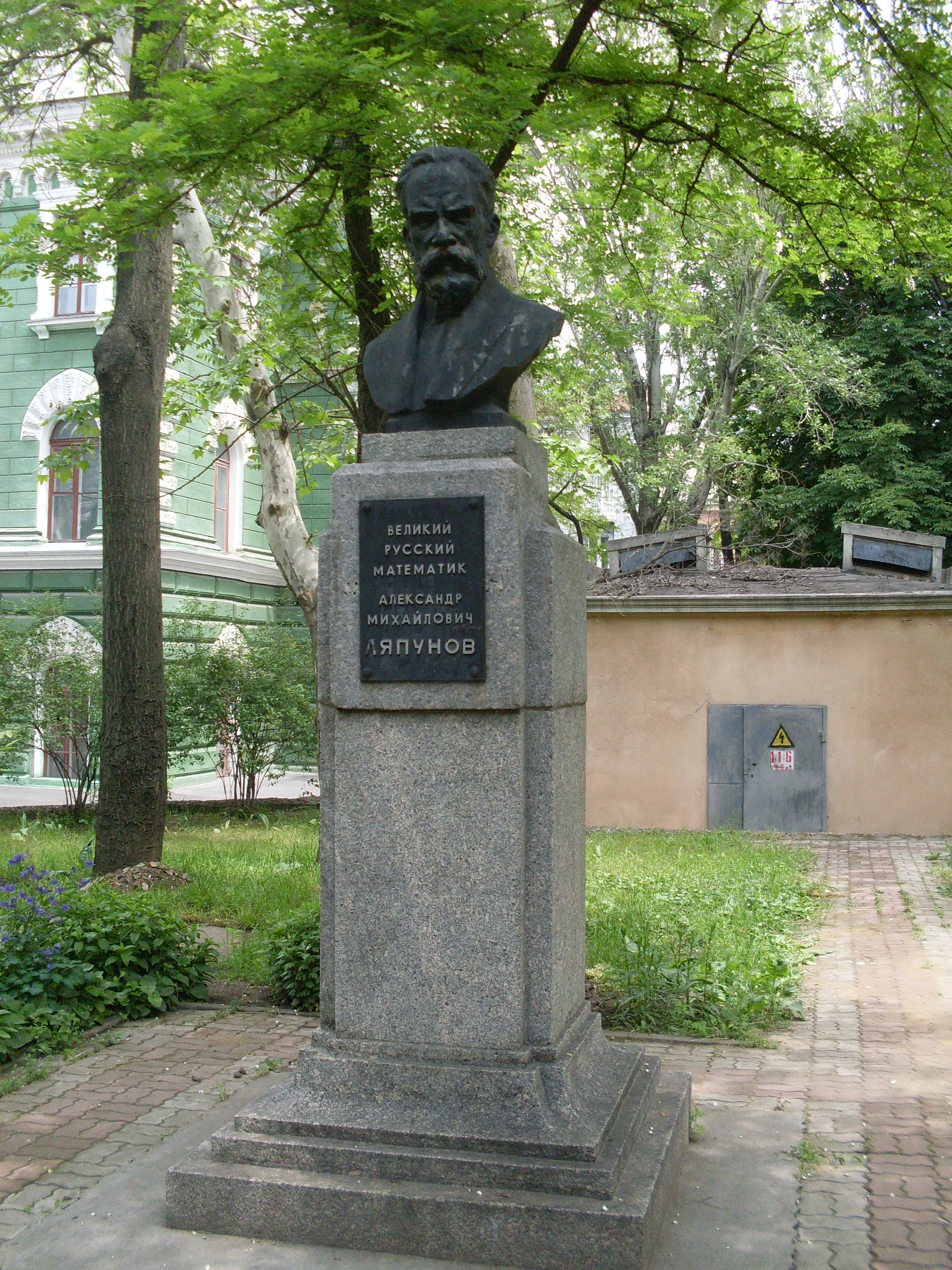
Пам'ятник О. М. Ляпунову в м. Одесі
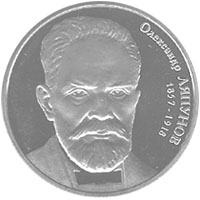
Пам'ятна монета на честь Ляпунова номіналом 2 гривні, яку викарбував та ввів до обігу НБУ 2007 року.